# چوی چیس ویو (مریلند)
چوی چیس ویو (به انگلیسی: Chevy Chase View) شهری در ایالت مریلند کشور ایالات متحده آمریکا است که جمعیت آن در سرشماری سال ۲۰۱۰ میلادی، ۹۲۰ نفر بوده‌است.